# Erigorgus garugawensis
Erigorgus garugawensis là một loài tò vò trong họ Ichneumonidae.